# Taksydermia (album)
Taksydermia – album polskiego rapera Sulina. Wydawnictwo ukazało się 29 maja 2015 roku nakładem wytwórni muzycznej Step Records. W dniu premiery nagrania zostały udostępnione bezpłatnie w formie digital stream na kanale YouTube wydawcy.
Album dotarł do 16. miejsca polskiej listy przebojów – OLiS i uzyskał certyfikat złotej płyty.

## Lista utworów
Opracowano na podstawie materiału źródłowego.

1. „Taksydermia” (prod. Trupi Beats) – 4:21
2. „Lepszy dzień” (prod. White Crow) – 3:32
3. „Bilet na życie” (prod. Sakier) – 3:16
4. „Bragga doceniam” (prod. Lazy Rida) – 3:42
5. „W mojej wyobraźni” (prod. Pham) – 4:54
6. „Moja wizja” (prod. Secret Rank) – 3:11
7. „Nie dbam o to” (prod. B.Melo) – 3:30
8. „Wśród idoli” (prod. Donde) – 4:05
9. „Lelum polelum” (prod. BlokMusic) – 3:32
10. „Wariuję przez ból” (prod. Sakier) – 3:03
11. "Zacznij słuchać” (prod. Maxiubeats) – 4:56
12. „Poznaj swojego idola” (prod. Lazy Rida) – 3:40
13. „Kiedy minie czas” (prod. Trzecibeats) – 3:29
14. „Między mną a tobą” (prod. Smyku) – 3:56
15. „To nie uzależnia” (prod. Sokos) – 4:39
16. „Czemu” (prod. Lazy Rida) – 3:06
17. „Pozmieniało się” (prod. KPSN) – 3:46
18. „Parcie na fejm” (prod. Lazy Rida) – 2:57
19. „Syf” (prod. Lazy Rida) – 2:57